# ليفان كينيا
ليفان كينيا (مواليد 18 أكتوبر 1990 في تبليسي - جورجيا) لاعب كرة قدم جورجي يلعب حاليا لصالح نادي الدرجة الأولى شالكه الألماني منذ 2008 في مركز الوسط المهاجم .

## روابط خارجية
- ليفان كينيا على موقع الاتحاد الدولي (مؤرشف)  (الإنجليزية)
- ليفان كينيا على موقع اتحاد أوكرانيا (الإنجليزية)
- ليفان كينيا على موقع قاعدة بيانات كرة القدم.إي يو (الإنجليزية)
- ليفان كينيا على موقع بيانات كرة القدم. دي إي (الألمانية)
- ليفان كينيا على موقع ناشيونال فوتبول تيمز (الإنجليزية)
- ليفان كينيا على موقع Soccerway.com (الإنجليزية)
- ليفان كينيا على موقع عالم كرة القدم.نت (الإنجليزية)
- ليفان كينيا على موقع كووورة
- ليفان كينيا على موقع AS.com (الإسبانية)